# Viville
Viville foi uma comuna francesa na região administrativa da Nova Aquitânia, no departamento de Charente. Estendia-se por uma área de 2,93 km². Em 2010 a comuna tinha 130 habitantes (densidade: 44,4 hab./km²).
Em 1 de janeiro de 2017, passou a formar parte da nova comuna de Bellevigne.